# Gonoessa aciculata
Gonoessa aciculata är en mångfotingart som beskrevs av Shelley 1984. Gonoessa aciculata ingår i släktet Gonoessa och familjen Xystodesmidae. Inga underarter finns listade i Catalogue of Life.